# Comarca de Vila Rica
A comarca de Vila Rica foi instituída em 1714, juntamente com a comarca do Rio das Mortes e a comarca do Rio das Velhas, e teve como sede Vila Rica, na capitania de São Paulo e Minas de Ouro. Existiu até 8 de abril de 1892, quando foi substituída pela Comarca de Ouro Preto, com a reorganização do sistema judiciário no Brasil após a Proclamação da República.

## Histórico
A capitania de Minas Gerais, instituída em 1720 a partir da divisão da capitania de São Paulo e Minas de Ouro, teve a comarca de Vila Rica como uma das três existentes.